# Десета херцеговачка пролетерска ударна бригада
Десета херцеговачка пролетерска народно-ослободилачка ударна бригада била је бригада Народноослободилачке војске Југославије (НОВЈ), формирана одлуком Врховног штаба НОП и ДВЈ 10. августа 1942. у Шујици код Дувна, од Херцеговачког партизанског одреда и Мостарског партизанског батаљона. На дан формирања имала је три батаљона са око 620 бораца. Први командант бригаде био је Владо Шегрт, а политички комесар Чедо Капор.
До ступања у састав Треће ударне дивизије, 9. новембра 1942. била је под непосредном командом Врховног штаба НОВ и ДВЈ. Уз успехе постигнуте у биткама на Неретви и Сутјесци, имала је велики значај за развој Народноослободилачке борбе у Херцеговини, стварање 29. херцеговачке дивизије, стварање народне власти, развој организација Народноослободилачког покрета и учвршћење братства и јединства у Херцеговини. Била је једина бригада НОВЈ која је нарасла на 11 батаљона. У њеним редовима борили су се, поред Срба, Хрвата и Муслимана из Босне и Херцеговине и Далматинци, Црногорци и други.
У току Народноослободилачке борбе, више пута је похваљивана од стране Врховног штаба НОВ и ПОЈ и других претпостављених штабова. За ратне заслуге, бригада је одликована Орденом народног ослобођења и Орденом братства и јединства, а поводом петнаестогодишњице битке на Сутјесци 3. јула 1958. одликована је Орденом народног хероја. Бригада је 11. јула 1952. проглашена пролетерском и преименована у 17. пролетерску.

## Борбени пут Десете херцеговачке бригаде
Крајем августа 1942. у састав бригаде ушла је Игманска партизанска чета, у септембру Прозорски батаљон Трећег крајишког партизанског одреда, а у новембру расформирани Трећи одред Четврте оперативне зоне Хрватске и партизански батаљони: „Јозо Јурчевић“, „Војин Зиројевић“ и „Миховил Томић“. По формирању бригада је имала три батаљона, с око 620 бораца, а у новембру 1942. године имала је пет батаљона, с око 1.000 бораца.
Августа 1942. године учествовала је у борбама за Купрес, затим у борбама око Дувна и Посушја, па у Прозорској операцији. После тога деловала је око Травника и на сектору Ливно-Гламоч. Од уласка у састав Треће ударне дивизије до почетка битке на Неретви водила је више борби у долини река Врбаса, Лашве и Босне. У новембру је учествовала у ослобођењу Јајца, а у децембру у његовој одбрани.
До 17. јануара 1943. године деловала је у захвату комуникације Јајце-Травник и на Влашић планини; 17. јануара 1943. године учествовала је у ослобођењу Жепча; потом је десетак дана деловала у захвату комуникације Брод-Сарајево. У бици на Неретви 15/16. и 16/17. фебруара учествовала је у ослобођењу Прозора; потом је ослободила Раму и Острожац, па је учествовала у борбама на Неретви и нападима на Коњиц.
У противофанзиви Главне оперативне групе Врховног штаба НОВ и ПОЈ са Неретве на исток учествовала је у бројним подухватима: у разбијању четника у северној Херцеговини (од 14. до 22. марта), ослобођењу Невесиња (у марту), у ослобођењу и одбрани Гацка (април-мај) и Љубиња и Стоца (у априлу). У мају је водила борбе на правцима Мостар-Невесиње-Улог и Билећа-Гацко, што је имало велики значај за оживљавање Народноослободилачког покрета у Херцеговини и за стварање слободне територије.
За време битке на Сутјесци, до 6. јуна 1943. године, водила је тешке борбе на правцима Никшић-Пива и Гацко-Пива и у долини Пиве. Потом је била ангажована на Волујку, па у пресудним операцијама у долини реке Сутјеске и на Зеленгори. У овој операцији имала је огромне губитке - око 400 погинулих, рањених и несталих. Врховни командант НОВ и ПОЈ Јосип Броз Тито је 14. јуна упутио бригаду у Херцеговину са задатком да снажније утиче на развој НОП-а, изградњу народне власти и др. Већ 19. јуна бригада је код Улога уништила Четнички штаб за источну Босну и Херцеговину.
У августу је ослободила Љубиње, а касније Калиновик, Автовац, Гацко и др. У октобру је поново ослободила Љубиње и Билећу, а у новембру Кулу Фазлагића. Ослободила је и део територије у западној Црној Гори. У зимским операцијама 1943/44. године водила је жестоке борбе са немачком Седмом СС дивизијом Принц Еуген. У борбама до краја пролећа 1944. године тежила је да продре према Бококоторском заливу и водила борбе у источној и јужној Херцеговини (Билећа, Гацко, Требиње, Невесиње, Корита, Трусина и Попово поље). У јулу и августу водила је борбе око Билеће и ометала продор немачких снага из источне Херцеговине у западну Црну Гору.
Од октобра 1944. до почетка марта 1945. године водила је више борби за коначно ослобођење Херцеговине, дела Бока которске и јужне Далмације: у октобру је ослободила Билећу, Дубровник и Херцеговину; до почетка 1945. учествовала је у борбама око Широког бријега и Невесиња; у Мостарској операцији ослободила је Невесиње и Јабланицу, а учествовала је и у ослобођењу Острошца и Коњица. Нарочито је битна њена улога у разбијању четничке групе „националног отпора“ у мостарској операцији. После овога водила је једномесечне борбе на Иван-планини. Учествовала је и у Сарајевској операцији. После марша од Сарајева до Постојне, дугог 610 километара, учествовала је у Тршћанској операцији и у ослобођењу Горењске и Љубљане, где је завршила свој ратни пут.

## Командни састав бригаде
- Команданти бригаде:
  - Владо Шегрт — од формирања бригаде до септембра 1943.
  - Раде Хамовић — од септембра до новембра 1943.
  - Никола Љубибратић — од новембра 1943. до децембар 1944.
  - Радомир Мирковић Рако — од децембра 1944. до краја рата
- Политички комесари бригаде:
  - Чедо Капор — од формирања бригаде до априла 1944.
  - Живко Јошило — од априла до августа 1944.
  - Неђо Илић — од августа до децембра 1944.
  - Свето Ковачевић — од децембра 1944. до краја рата
- Начелници Штаба бригаде:
  - Раде Хамовић — од формирања бригаде до септембра 1943.
  - Мустафа Диздаревић — од септембра 1943. до септембра 1944.
  - Антун Мратович — од септембра до новембра 1944.
  - Хрвоје Тичиновић — од новембра 1944. до краја рата
- Заменици команданта бригаде:
  - Владо Томановић — од формирања бригаде до јуна 1943.[б]
  - Војин Поповић — од јуна 1943. до октобра 1943.
  - Пеко Богдан — од октобра 1943. до априла 1944.
  - Никола Радошевић — од априла до септембра 1944.
  - Радомир Мирковић Рако — од септембра до децембра 1944.
  - Милан Папић — од децембра 1944. до краја рата
- Заменици политичког комесара:
  - Васо Мискин Црни — од формирања бригаде до јула 1943.
  - Слободан Шакота — од јула 1943. до августа 1944.
  - Саво Митровић — од августа 1944. до марта 1945.
  - Миљо Милатовић — од марта 1945. до краја рата

## Народни хероји бригаде
Неки од бораца Десете херцеговачке ударне бригаде проглашени за народне хероје:
- Милош Бајовић, заменик политичког комесара Првог (гатачког) батаљона
- Младен Балорда, командант Трећег (мостарског) батаљона
- Карло Батко, политичког комесара чете у Петом батаљону
- Коста Бјелогрлић, командант Првог (гатачког) батаљона
- Алекса Бојовић, командант батаљона
- Ристо Врећа, политички комесар батаљона
- Павле Вукоје, командант Петог батаљона
- Хасан Захировић Лаца, борац-митраљезац у Трећем (мостарском) батаљону
- Асим Зупчевић, политички комесар чете у Трећем (мостарском) батаљону
- Обрен Ивковић, командант Другог батаљона
- Милош Ковачевић, командант Трећег (мостарског) батаљона
- Никола Љубибратић, командант бригаде
- Љубо Миљановић, командант батаљона
- Васо Мискин Црни, партијски руководилац бригаде
- Шефик Обад, политички комесар Треће чете Трећег (мостарског) батаљона
- Милета Окиљевић, борац Прве чете Првог (гатачког) батаљона
- Душан Пајић-Дашић, командир артиљерије бригаде
- Жарко Папић, командир Прве чете Првог (гатачког) батаљона
- Ахмет Пинтул, командир Друге чете Трећег (мостарског) батаљона
- Срећко Реић, командант батаљона
- Владо Томановић, заменик команданта бригаде
- Вуко Торовић, командир Треће чете Четвртог батаљона
- Мехмед Трбоња, командир чете
- Радован Шакотић, командант Трећег (мостарског) батаљона
- Данило Шаренац, командант Четвртог батаљона
- Анте Шарић Раде Шпанац, командир чете у батаљону Војин Зиројевић
- Владо Шегрт, први командант бригаде
- Обрен Шупић, командир чете у Првом (гатачком) батаљону
- Бориша Ковачевић Шћепан, руководилац Политодела бригаде